# Habitatge al carrer Sant Pere, 26
L'Habitatge al carrer Sant Pere, 26 és una obra de Vic (Osona) inclosa a l'Inventari del Patrimoni Arquitectònic de Catalunya.

## Descripció
Edifici civil. Casa entre mitgeres de dos trams que consta de planta baixa i dos pisos. A la planta baixa s'obre un portal a la part esquerra, amb llinda de fusta datada el 1656, un portalet petit i un altre de més gran també amb dues més però de dimensions més petites, com correspon a un pis de menys alçada.
La façana és arrebossada i esgrafiada de color salmó més pujat i emmarca les finestres i en forma una de cega enmig de les reals. També es marquen carreus rectangulars amb el mateix esgrafiat. És coberta amb teula aràbiga, a dues vessants i el ràfec forma una mena de cornisa. L'estat de conservació és mitjà.
Aquest edifici ha estat enderrocat, actualment hi ha un habitatge nou.

## Història
Tipus primitiu de casa plurifamiliar propi de la ciutat barroca. Situat a l'antic raval de Sant Pere, que començà a formar-se al segle xiii davant el portal de Malloles, prop de l'antiga torre d'Amposta a tocar dels desapareguts camps de Letrans. El seu creixement va venir determinat per l'establiment d'un ordre de mercedaris al segle xiii per ordre del rei Jaume I i pel trasllat de l'antic camí de Barcelona al c/ Sant Pere.
Al segle xiv s'hi instal·laren els primers edificis destinats a l'hospital que culminarien amb l'actual del segle xvi. Al segle xviii s'hi construí l'edifici dels Trinitaris, fou escenari de la guerra dels Segadors i al segle xix en sorgiren persecutors de l'absolutisme. Actualment el carrer Sant Pere sembla estar d'esquena al creixement i modernització de la ciutat i molts dels seus edificis haurien de ser restaurats.